# Syrmatium veatchii
Syrmatium veatchii är en ärtväxtart som först beskrevs av Edward Lee Greene, och fick sitt nu gällande namn av Edward Lee Greene. Syrmatium veatchii ingår i släktet Syrmatium och familjen ärtväxter. Inga underarter finns listade i Catalogue of Life.